# Gonomyia (Gonomyia) harmstoni
Gonomyia (Gonomyia) harmstoni is een tweevleugelige uit de familie steltmuggen (Limoniidae). De soort komt voor in het Nearctisch gebied.